# Erik Lindgren (posthistoriker)
Erik Lindgren, född 18 juni 1925 i Växjö, Småland, död den 20 april 2005 i Växjö, var en svensk posttjänsteman och posthistoriker. 
Erik Lindgren började i Posten 1947 som e.o. postassistent i Södra distriktet. 1956 blev han förste postassistent vid postdirektionen i Malmö. 1971 kom han tillbaka till Växjö som överkontrollör. 1990 gick han i pension. Inom Posten hade Erik Lindgren flera uppdrag som skribent och journalist. På fritiden började han intressera sig för posthistoria med utgångspunkt från Småland. Hans första posthistoriska bok var Posthistoria från Ljungby kommun (1980)  och följdes av drygt 400 småskrifter till om posthistoria runt om i Sverige. Till Postens 350-årsjubileum 1986 skrev han Posten i samhället: skildringar från fyra sekel. Det omfattande bakgrundsmaterial som ligger till grund för de posthistoriska skrifterna finns samlat på Postmuseum i Stockholm. Han var även en återkommande skribent i Postmusei vänners årsbok Postryttaren. 1995 fick Erik Lindgren Strandellmedaljen, som är Sveriges Filatelistförbunds medalj för att "belöna särskilt framstående filatelistiska gärningar", för det arbete han lagt ner som underlättat och stimulerat många svenska frimärkssamlare och också haft betydelse för posthistorien och hembygdssamlandet i Sverige.